# Ferdinand Olivier
Pour les articles homonymes, voir Olivier (homonymie).
Ferdinand Olivier (Johann Heinrich Ferdinand von Olivier), né le 1er avril 1785 à Dessau et mort le 11 février 1841 à Munich, est un peintre allemand, associé au mouvement nazaréen.

## Biographie
Son père est un pédagogue renommé, la famille de sa mère est d'origine française. Deux de ses frères sont également peintres : Friedrich Woldemar (1791-1859) et Heinrich (1783-1848). Il commence ses études de paysagiste à Dessau où il est formé par Carl Wilhelm Kolbe et par le graveur Johann Christian Haldenwang, puis les poursuit à Dresde (de 1804 à 1806). Il vit à Paris pour mission diplomatique de 1807 à 1810 : il étudie les maîtres anciens. En 1811, il s'installe à Vienne. Il y rencontre Joseph Anton Koch qui l'influence par son style austère de paysagiste.
En 1817, il devint membre de la confrérie de Saint-Luc à Vienne. Il coédite la revue Janus (1818-1819). En 1832, il est nommé professeur d'histoire de l'art et secrétaire de l'Académie de Munich.

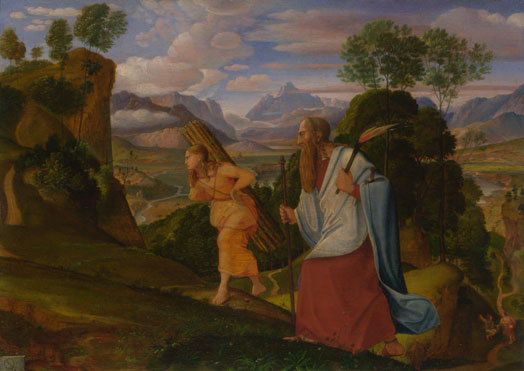
Abraham et Isaac (1817)
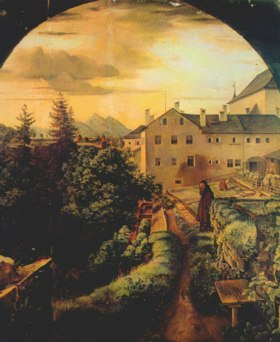
Monastère (vers 1815)
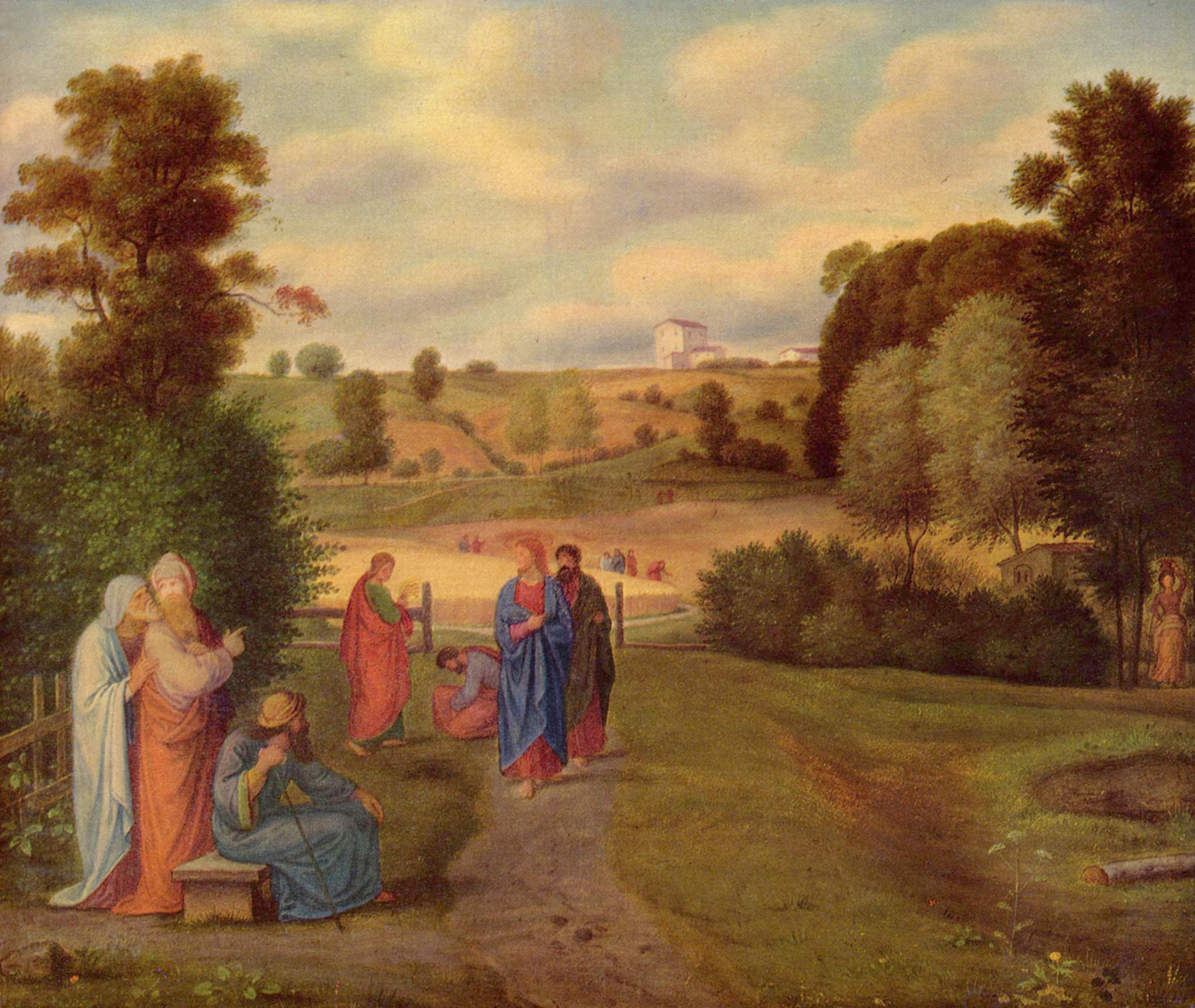
Jésus et ses disciples (vers 1840)
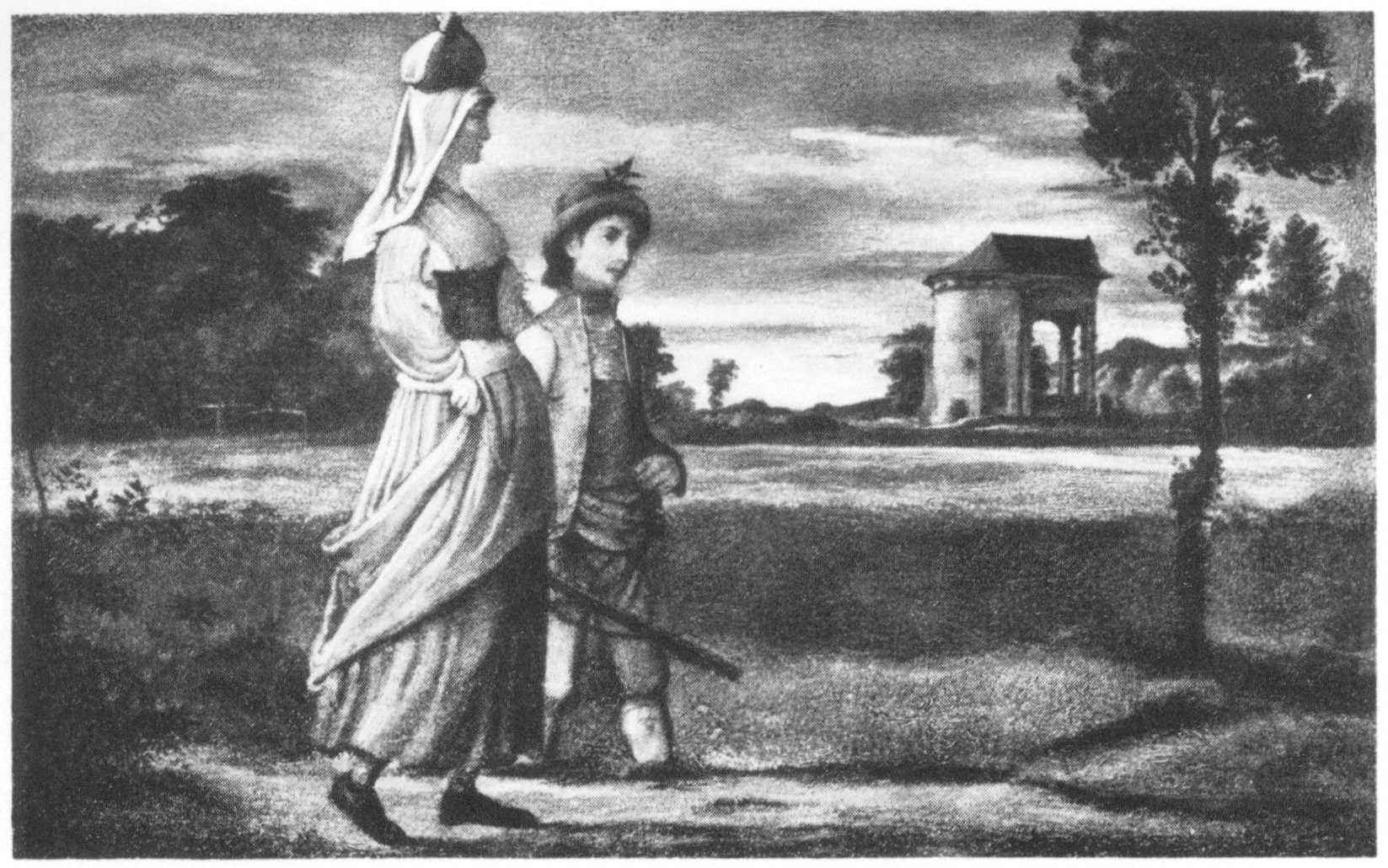
huile sur toile 1825